# Estorac
L'estorac és un tipus de bàlsam (oleoresina) que es pot presentar en dues varietats:
- L'estorac ordinari, que s'extreu generalment de l'arbre Styrax officinale, encara que es pot obtenir de qualsevol arbre de la família del benjuí.[1]

- L'estorac líquid, que com el seu nom indica té forma líquida, procedeix de la destil·lació de l'Altingia excelsa, que creix a l'Índia. Es confon sovint —encara que erròniament— amb el liquidambre, l'ambre líquid, que al contrari es destil·la de la Liquidambar styraciflua

## Estorac ordinari
L'estorac ordinari és burell negrenc, opac, tou i agafatós quan està poc dessecat. En aquest estat és susceptible de fracturar-se encara que amb alguna dificultat. La seva fractura és mat i granulosa: es falsifica sovint mesclant-lo amb serradures de fusta, frau que es pot descobrir tractant-lo amb alcohol, puix que al fer-ho les serradures resten sense dissoldre's. També es falsifica barrejant-lo amb colofònia que el torna més sec; aquest frau no és fàcil de detectar. Es rep de vegades embolicat amb fulles de rotal i rep en aquest cas el nom d'estorac caramida.

## Documents
Una varietat d’estorac rebia el nom comercial de caramida.

## Liquidambar styraciflua

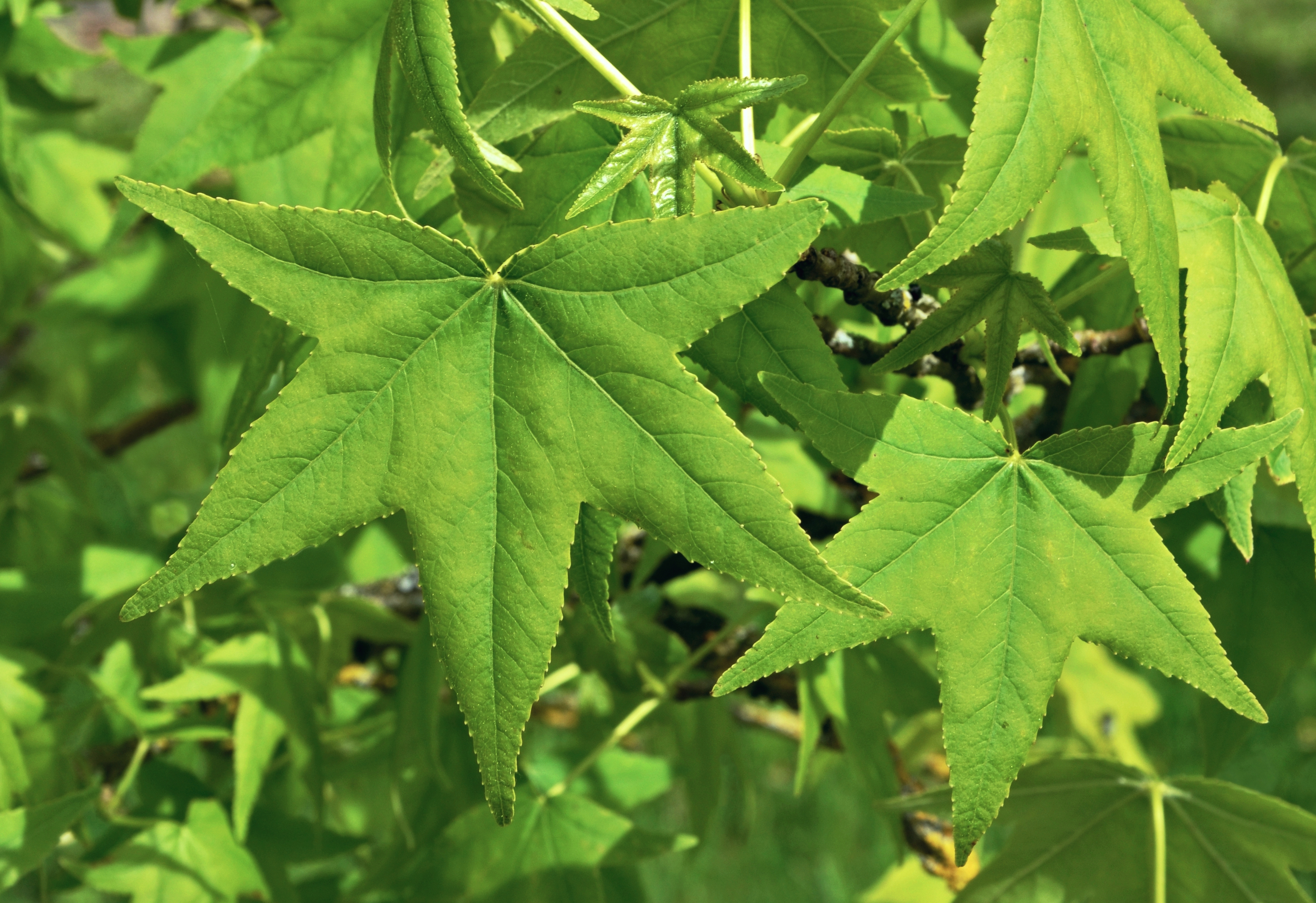
Fulles a l'estiu
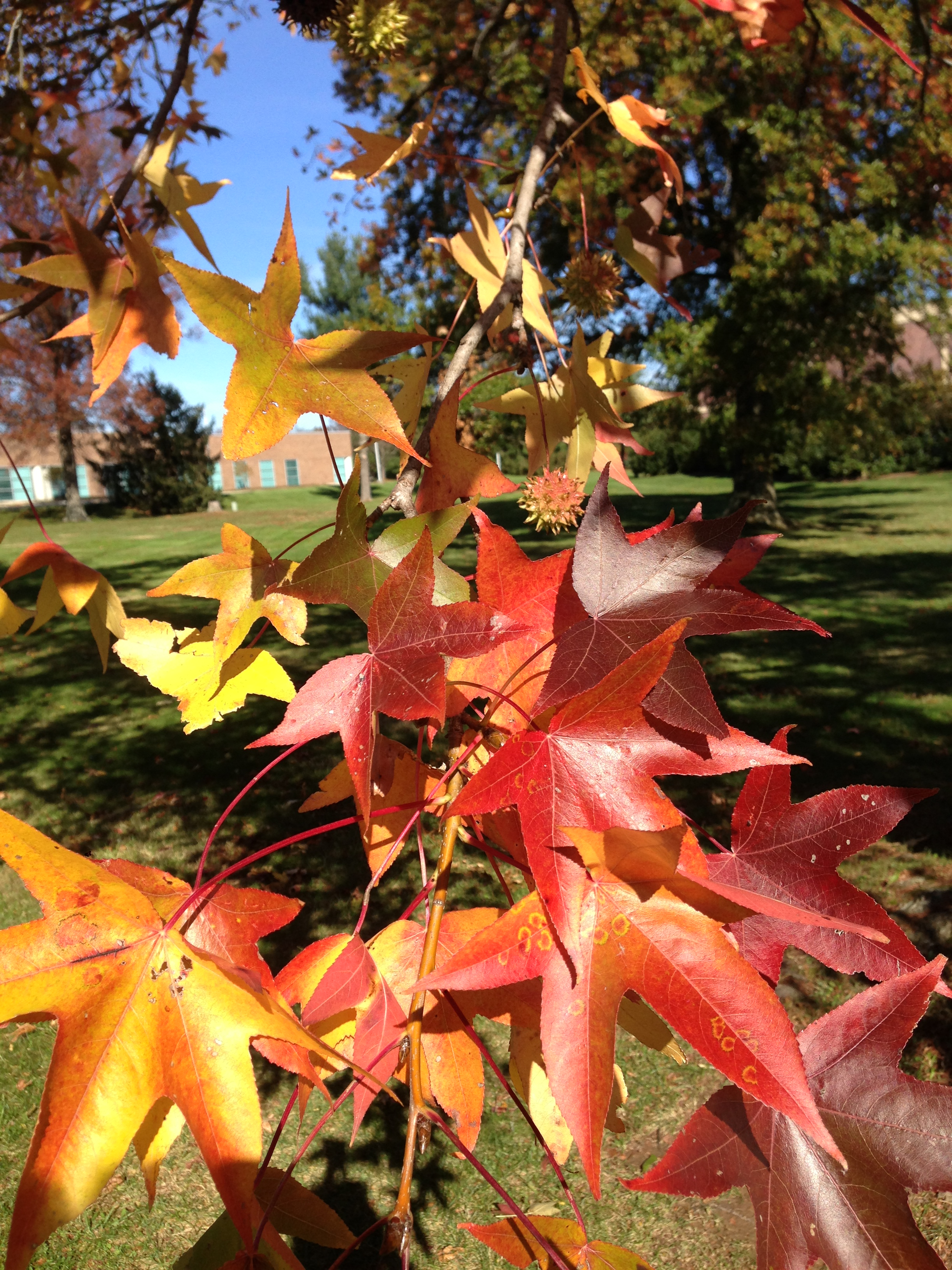
Fulles a la tardor